# 怨咒
《怨咒》（英語：The Grudge）是一部2020年美國超自然恐怖片，由尼古拉斯·佩斯執導和編劇並與傑夫·布希勒（Jeff Buhler）共同構思故事，山姆·雷米、羅布·泰普特與一瀬隆重在片中擔任監製。主演包括安德莉亞·瑞絲柏、德米安·畢齊、周約翰、貝蒂·吉爾平、琳·雪伊及賈姬·威佛。
本片故事的時間線與2004年電影《不死咒怨》相同，同時也是《不死咒怨》系列電影（日本《咒怨》系列電影的美版翻拍）的重啟電影，劇情為原創故事，並未取材於日本版、和美版前作。
2011年，索尼影視娛樂公布將推出美版電影的第四部電影，預定於2013或2014年推出。到了2014年3月，該系列正式宣布重啟，布希勒著手編寫劇本。2017年7月，佩斯被聘來根據前者的劇本進行重寫並將擔任導演。主要攝影於2018年5月7日起在加拿大温尼伯進行，並於同年6月23日結束。定檔於2020年1月3日在美國上映。

## 剧情

### 2004年
2004年，住家護士費歐娜·蘭德斯離開東京的一所房子，顯得很不安。菲奥娜告訴她的同事洋子，她要回美国，然后遇到了佐伯伽椰子的鬼魂。費歐娜回到她位於宾夕法尼亚州一個小鎮的雷伯恩路44号的家中，與她的丈夫山姆和年幼的女兒梅琳達團聚。然而，伽椰子的詛咒附在了費歐娜身上，導致她淹死了梅琳達，並用菜刀將山姆砍死，然後刺傷自己的喉嚨自殺。
古德曼警探和威爾遜警探調查蘭德斯謀殺案。古德曼對房子感到不安，拒絕進入，而威爾遜則進入現場檢查。離開後，威爾遜慢慢開始失去理智，最終在古德曼的車外發現費歐娜的鬼魂，變得歇斯底里。之後，他試圖開槍自殺，但倖免於難，毀容並被送往精神病院。古德曼停止調查此案。
在蘭德斯夫婦被謀殺後不久，还没有人發現他們的死亡之前，房地產經紀人彼得·史賓賽和妮娜·史賓賽得知他們未出生的孩子很可能出生時患有罕見的遺傳性疾病ALD。彼得去准备出售雷伯恩路44号的事情，偶然發現了梅琳達的鬼魂，她的鼻子正在大量流血，以為她是一個走丢的女孩。
在與彼得通電話時，妮娜觉得他們應該生下孩子。彼得在逃離房子之前遭到費歐娜和梅琳達的鬼魂襲擊，並很快被詛咒腐蝕。被附身的彼得回到了他的家，殺死了妮娜和他們未出生的孩子，然後他在浴缸裡淹死了自己（或者可能被費歐娜的鬼魂殺死）。

### 2005年
2005年，老年夫婦費絲·馬西森和威廉·馬西森搬進了這所房子。費絲患有失智症和某种絕症。搬進來後，費絲被詛咒感染，開始在房子周圍看到梅琳達。她的理智迅速下降，威廉只好請來协助自杀顧問蘿娜·穆迪。
蘿娜心煩意亂，向威廉建議他們应该離開這所房子，但威廉透露他其实知道有鬼魂，觉得這意味著未來人們死後可以與他們所愛的人在一起。蘿娜後來發現費絲殺死了威廉，並割斷了自己的手指。蘿娜驚恐地逃跑，結果在她的車裡被山姆的鬼魂襲擊，发生车祸，她死了。

### 2006年
2006年，新秀警探莫頓在丈夫死於癌症後帶著兒子伯爾克搬到了鎮上。莫頓和她的新搭檔古德曼被叫到發現蘿娜屍體的樹林。當他們得知蘿娜去過雷伯恩路44号時，古德曼變得很不自在。莫頓注意到這一點，便質問他，他表示懷疑這座房子被詛咒了，不想與它有任何關係。
莫頓去了房子，發現了神志不清的費絲和威廉的屍體。費絲被送往醫院，看到了梅琳達，於是從樓梯上跳下自殺了。莫頓繼續調查此案，她被蘭德斯的鬼魂所困擾。她去精神病院拜訪威爾遜，威爾遜告訴她所有進入這所房子的人都會成為詛咒的受害者。然後威爾遜挖出了他的眼睛，這樣他就可以不再看到鬼魂了。由於擔心詛咒可能會傷害她的兒子，莫頓把一切告訴了古德曼，得知詛咒始於日本的一個家庭，費歐娜是把它帶來美國的人。莫頓再次被蘭德斯的鬼魂襲擊后，她來到房子裡，看到費歐娜謀殺她家人的幻象。莫頓在房子裏澆上汽油，鬼魂以伯爾克的形態現身，但被莫頓識破。莫頓點燃了房子，在外面與她真正的兒子擁抱。
一段時間後，莫頓在伯爾克去上學前擁抱了他，而真正的伯爾克卻在她身後。她擁抱的“伯爾克”原來是梅琳達。莫頓被費歐娜的鬼魂拖走，成為詛咒的下一個受害者。
國際版結局
莫頓將房子燒毀後，她看到伯爾克正在註視著她。一段時間後，兩人正駕車前往新家。他們駛入車道時，演職員表開始滾動。

## 演員
- 安德莉亞·瑞絲柏 飾 莫頓警探（Detective Muldoon）[7]
- 德米安·畢齊 飾 古德曼警探（Detective Goodman）[8]
- 趙約翰 飾 彼得·史賓賽（Peter Spencer）[9]
- 貝蒂·吉爾平 飾 妮娜·史賓賽（Nina Spencer）[10]
- 琳·雪伊 飾 費絲·馬西森（Faith Matheson）[11]
- 約翰·J·漢森 飾 伯尔克 （Burke）
- 賈姬·威佛 飾 蘿娜·穆迪（Lorna Moody）[10]
- 威廉·桑德勒 飾 威爾遜警探（Detective Wilson）[10]
- 弗兰基·费森 飾 威廉·馬西森（William Matheson）[10]
- 塔拉·魏斯伍德 飾 費歐娜·蘭德斯（Fiona Landers）[5]
- 純子·貝利 飾 佐伯伽椰子（日语：佐伯伽椰子）
- 史蒂芬妮·謝爾克（英语：Stefanie Sherk） 飾 治療師（Therapist）
- 南希·索里爾（英语：Nancy Sorel） 飾 柯爾探員（Agent Cole）
- 史蒂芬妮·西（英语：Stephanie Sy） 飾 安妮奧護士（Amnio Nurse）
- 喬爾·馬許·加蘭 飾 葛雷科警探（Detective Greco）
- 大衛·勞倫斯·布朗 飾 山姆·蘭德斯（Sam Landers）
- 柔伊·費雪 飾 梅琳達·蘭德斯（Melinda Landers）
- 羅賓·魯爾 飾 富萊德曼醫生（Dr. Friedman）
- 布萊德利·沙瓦茲基 飾 麥可斯警官（Officer Michaels）

## 發行
《怨咒》由索尼影視發行排定於2020年1月3日在美國上映。該片的原上映日為2019年8月16日和2019年6月21日。

## 外部連結
- 互联网电影数据库（IMDb）上《怨咒》的资料（英文）